# Liste der Euro-Tour-Turniere

Logo der Euro-Tour

Diese Liste ist eine Übersicht über alle Euro-Tour-Turniere, die seit 1992 in den Poolbillardvarianten 9-Ball bzw. 10-Ball ausgetragen wurden.
| Nr. | Jahr | Austragungsort           | Turnier                        | Sieger                   | Finalist                 | Halbfinalisten                           | Disziplin                |
| --- | ---- | ------------------------ | ------------------------------ | ------------------------ | ------------------------ | ---------------------------------------- | ------------------------ |
| 1   | 1992 | Waregem                  | European – Belgium Open        | Mika Immonen             | Tom Storm                | Andreas Vondenhoff Urban Karlsson        | 9-Ball                   |
| 2   | 1992 | Loohorst                 | Gran Dorado – Dutch Open       | Thomas Engert            | Mario Lannoye            | Mika Immonen Andreas Vondenhoff          | 9-Ball                   |
| 3   | 1992 | Pécs                     | Fordan – Hungarian Open        | Thomas Engert            | Peter Haidinger          | Thomas Schröder Rene Mautner             | 9-Ball                   |
| 4   | 1992 | Monte Carlo              | Monte Carlo – French Open      | Ralf Souquet             | Thomas Schröder          | Mika Immonen Rene Mautner                | 9-Ball                   |
| 5   | 1992 | Campione d’Italia        | Italian Open                   | Bernd Jahnke             | Ralf Souquet             | Peter Haidinger Andreas Vondenhoff       | 9-Ball                   |
| 6   | 1992 | Monte Carlo              | The Monte Carlo Open           | Herbert Friedemann       | Mika Immonen             | Peter Haidinger Ralf Souquet             | 9-Ball                   |
| 7   | 1993 | Bergheim                 | Germany Open                   | Ralf Souquet             | Oliver Ortmann           | Günter Geisen Bengt Pedersen             | 9-Ball                   |
| 8   | 1993 | Salzburg                 | Austrian Open                  | Oliver Ortmann           | Herbert Friedemann       | Christian Reimering Mika Immonen         | 9-Ball                   |
| 9   | 1993 | Malmö                    | Sweden Open                    | Bengt Pedersen           | Bengt Jonasson           | Tom Storm Bernd Jahnke                   | 9-Ball                   |
| 10  | 1993 | Budapest                 | Hungarian Open                 | Oliver Ortmann           | Bernd Jahnke             | Bengt Jonasson Herbert Friedemann        | 9-Ball                   |
| 11  | 1993 | Venedig                  | Venezia Open – Italy           | Ralf Souquet             | Bengt Pedersen           | Günter Geisen Oliver Ortmann             | 9-Ball                   |
| 12  | 1994 | Zürich                   | Nova Park – Austrian Open      | Ralf Souquet             | Oliver Ortmann           | Bengt Jonasson Martin Poguntke           | 9-Ball                   |
| 13  | 1994 | Paris                    | French Open                    | Oliver Ortmann           | Ralf Souquet             | Herbert Friedemann Thomas Hasch          | 9-Ball                   |
| 14  | 1994 | Athen                    | Strike Brunswick Open – Greece | Oliver Ortmann           | Thomas Engert            | Raymond Hauge Andreas Vondenhoff         | 9-Ball                   |
| 15  | 1994 | Stockholm                | Swedish Open                   | Oliver Ortmann           | Thomas Engert            | Herbert Friedemann Christian Reimering   | 9-Ball                   |
| 16  | 1994 | Rotterdam                | Netherlands Open               | Oliver Ortmann           | Ralf Souquet             | Rico Diks Lee Tucker                     | 9-Ball                   |
| 17  | 1994 | Aarhus                   | Danish Open – Aarhus           | Tom Storm                | Ralf Souquet             | Raymond Hauge Christian Reimering        | 9-Ball                   |
| 18  | 1994 | Zürich                   | Nova Park – Swiss Open         | Oliver Ortmann           | Ralf Souquet             | Raymond Hauge Bengt Pedersen             | 9-Ball                   |
| 19  | 1994 | Königswinter             | Germany Open                   | Thomas Engert            | Oliver Ortmann           | Thomas Mehtala Ralf Souquet              | 9-Ball                   |
| 20  | 1994 | Budapest                 | Hungarian Open                 | Thomas Hasch             | Mika Immonen             | Thomas Mehtala Ralf Souquet              | 9-Ball                   |
| 21  | 1995 | Metz                     | French Open                    | Tom Storm                | Ralf Souquet             | Thomas Engert Günter Geisen              | 9-Ball                   |
| 22  | 1995 | München                  | German Open                    | Mika Immonen             | Ralf Souquet             | Oliver Ortmann Tom Storm                 | 9-Ball                   |
| 23  | 1995 | Prag                     | Czechia Open                   | Oliver Ortmann           | Thomas Engert            | Ralf Souquet Tom Storm                   | 9-Ball                   |
| 24  | 1995 | Helsinki                 | Finland Open                   | Mika Immonen             | Aygün Karabiyik          | Raymond Hauge Ralf Souquet               | 9-Ball                   |
| 25  | 1996 | Fürth                    | Fürth – German Open            | Ralf Souquet             | Bengt Pedersen           | Thomas Engert Christian Reimering        | 9-Ball                   |
| 26  | 1996 | Salsomaggiore            | Brandy Branca – Italian Open   | Samuel Clemann           | Thomas Engert            | Urban Karlsson Šandor Tot                | 9-Ball                   |
| 27  | 1996 | Prag                     | Czechia Open                   | Oliver Ortmann           | Mika Immonen             | Herbert Friedemann Christian Reimering   | 9-Ball                   |
| 28  | 1996 | Norrtälje                | Norrtälje Open – Sweden        | Oliver Ortmann           | Thomas Engert            | Christian Reimering Ralf Souquet         | 9-Ball                   |
| 29  | 1996 | Maastricht               | Netherlands Open – Maastricht  | Thomas Engert            | Ralf Souquet             | Oliver Ortmann Mika Immonen              | 9-Ball                   |
| 30  | 1996 | Regensburg               | Germany Open                   | Tom Storm                | Ralf Souquet             | Thomas Engert Urban Karlsson             | 9-Ball                   |
|     | 1997 | kein Turnier ausgetragen | kein Turnier ausgetragen       | kein Turnier ausgetragen | kein Turnier ausgetragen | kein Turnier ausgetragen                 | kein Turnier ausgetragen |
| 31  | 1998 | Vitoria-Gasteiz          | Spain Open                     | Jewgeni Stalew           | Samuel Clemann           | David Alcaide Bernd Jahnke               | 9-Ball                   |
| 32  | 1998 | Rosenheim                | Germany Open                   | Francisco Bustamante     | Rico Diks                | Thomas Engert Alex Lely                  | 9-Ball                   |
| 33  | 1998 | Toruń                    | Polen Open                     | Thomas Engert            | Peter Nielsen            | Samuel Clemann Oliver Ortmann            | 9-Ball                   |
| 34  | 1998 | Barcelona                | Spain Open                     | Ismael Páez              | Bernd Jahnke             | Thomas Engert Alex Lely                  | 9-Ball                   |
| 35  | 1998 | Hoensbroek               | Netherlands Open               | Oliver Ortmann           | Tom Storm                | Peter Nielsen Andreas Roschkowsky        | 9-Ball                   |
| 36  | 1999 | Lissabon                 | Portugal Open                  | Ralf Souquet             | Dieter Johns             | Gianni Campagnolo Rafael Martinez        | 9-Ball                   |
| 37  | 1999 | Antalya                  | Turkey Open                    | Ralph Eckert             | Christian Reimering      | Dieter Johns Alex Lely                   | 9-Ball                   |
| 38  | 1999 | Neuwied                  | German Open                    | Alex Lely                | Francisco Bustamante     | Harald Stolka Kasper Thygesen            | 9-Ball                   |
| 39  | 1999 | St. Petersburg           | Russian Open                   | Ralf Souquet             | Samuel Clemann           | Michael Schmidt Andreas Vondenhoff       | 9-Ball                   |
| 40  | 1999 | Krefeld                  | German Open                    | Ralf Souquet             | Mika Immonen             | Peter Busarac Thomas Engert              | 9-Ball                   |
| 41  | 1999 | Tampere                  | Finland Open                   | Marcus Chamat            | Niels Feijen             | Jewgeni Stalew Tom Storm                 | 9-Ball                   |
| 42  | 2000 | Lissabon                 | Portugal Open                  | Johnny Archer            | Peter Nielsen            | Oliver Ortmann Ralf Souquet              | 9-Ball                   |
| 43  | 2000 | Rom                      | Italy Open                     | Johnny Archer            | Nick van den Berg        | Mika Immonen Alex Lely                   | 9-Ball                   |
| 44  | 2000 | Kaliningrad              | Russian Open                   | Dimitri Jungo            | Alex Lely                | Tom Storm Jewgeni Stalew                 | 9-Ball                   |
| 45  | 2000 | Neuwied                  | German Open                    | Francisco Bustamante     | Thomas Engert            | Mika Immonen Marcus Chamat               | 9-Ball                   |
| 46  | 2000 | Kaunas                   | Lithuanian Open                | Ralf Souquet             | Thomas Engert            | Marcus Chamat Alex Lely                  | 9-Ball                   |
| 47  | 2000 | Tampere                  | Finland Open                   | Oliver Ortmann           | Niels Feijen             | Marc Holtz Niklas Bergendorff            | 9-Ball                   |
| 48  | 2001 | Porto                    | Portugal Open                  | Vegar Kristiansen        | Alex Lely                | Marcus Chamat Henrique Correia           | 9-Ball                   |
| 49  | 2001 | Vaduz                    | Lichtenstein Open              | Ralf Souquet             | Christian Reimering      | Harald Stolka Martin Poguntke            | 9-Ball                   |
| 50  | 2001 | Hull                     | England Open                   | Fabio Petroni            | Rico Diks                | Radosław Babica Peter Nielsen            | 9-Ball                   |
| 51  | 2001 | Salzburg                 | Austrian Open                  | Ralf Souquet             | Michael Schmidt          | Thomas Engert Oliver Ortmann             | 9-Ball                   |
| 52  | 2001 | Tampere                  | Finland Open                   | Niels Feijen             | Christian Reimering      | Michael Schmidt Aki Heiskanen            | 9-Ball                   |
| 53  | 2002 | Willingen                | German Open                    | Roman Hybler             | Klaus Zobrekis           | Kasper Thygesen Andreas Roschkowsky      | 9-Ball                   |
| 54  | 2002 | Salzburg                 | Austria Open                   | Nick van den Berg        | Marko Lohtander          | Francisco Bustamante Oliver Ortmann      | 9-Ball                   |
| 55  | 2002 | St. Petersburg           | Russian Open                   | Ralf Souquet             | Niels Feijen             | Michael Schmidt Sten Jarledal            | 9-Ball                   |
| 56  | 2002 | Weert                    | Netherlands Open               | Niklas Bergendorff       | Tom Storm                | Niels Feijen Stephan Cohen               | 9-Ball                   |
| 57  | 2002 | Tampere                  | Finland Open                   | Erik Weiselius           | Alex Lely                | Radosław Babica Tom Storm                | 9-Ball                   |
| 58  | 2003 | Antwerpen                | Belgium Open                   | Tom Storm                | Oliver Ortmann           | Mariusz Roter Rico Diks                  | 9-Ball                   |
| 59  | 2003 | Rankweil                 | Austria Open                   | Niklas Bergendorff       | Thorsten Hohmann         | Alex Lely Marko Lohtander                | 9-Ball                   |
| 60  | 2003 | Weert                    | Netherlands Open               | Thorsten Hohmann         | Nick van den Berg        | Michael Schmidt Niels Feijen             | 9-Ball                   |
| 61  | 2003 | Neuwied                  | German Open                    | Tom Storm                | Thomas Engert            | Florian Hammer Ralf Souquet              | 9-Ball                   |
| 62  | 2003 | Kortrijk                 | Belgium Open                   | Ralf Souquet             | Oliver Ortmann           | Marcus Chamat Thorsten Schober           | 9-Ball                   |
| 63  | 2004 | Monfalcone               | Italian Open                   | Thomas Engert            | Thorsten Hohmann         | Oliver Ortmann Alex Lely                 | 9-Ball                   |
| 64  | 2004 | Sindelfingen             | German Open                    | Oliver Ortmann           | Daryl Peach              | Radosław Babica Niels Feijen             | 9-Ball                   |
| 65  | 2004 | Rankweil                 | Austrian Open                  | Marcus Chamat            | Niels Feijen             | Daryl Peach John Vassalos                | 9-Ball                   |
| 66  | 2004 | Weert                    | Dutch Open                     | Šandor Tot               | Alex Lely                | Niels Feijen Oliver Ortmann              | 9-Ball                   |
| 67  | 2004 | Kopenhagen               | Denmark Open                   | Samir Kaddur             | Roman Hybler             | Jakob Belka Marcus Chamat                | 9-Ball                   |
| 68  | 2004 | Málaga                   | Spanish Open                   | Šandor Tot               | Ralf Souquet             | Thorsten Hohmann Rico Diks               | 9-Ball                   |
| 69  | 2005 | Gent                     | Belgium Open                   | Niels Feijen             | Andreas Roschkowsky      | Roger Lysholm Imran Majid                | 9-Ball                   |
| 70  | 2005 | Monfalcone               | Italy Open                     | Alex Lely                | Šandor Tot               | Niels Feijen Roman Hybler                | 9-Ball                   |
| 71  | 2005 | Sindelfingen             | German Open                    | Nick van den Berg        | Marcus Chamat            | Vilmos Földes Jörn Kaplan                | 9-Ball                   |
| 72  | 2005 | Rankweil                 | Austrian Open                  | Markus Juva              | Tony Drago               | Daryl Peach Niels Feijen                 | 9-Ball                   |
| 73  | 2005 | Weert                    | Netherlands Open               | Niels Feijen             | Marcus Chamat            | Ralf Souquet Radosław Babica             | 9-Ball                   |
| 74  | 2005 | Frauenfeld               | Swiss Open                     | Thomas Engert            | Andreas Roschkowsky      | Imran Majid Thorsten Hohmann             | 9-Ball                   |
| 75  | 2005 | Málaga                   | Costa del Soll Open            | Christian Reimering      | Thomas Engert            | Imran Majid Andreas Roschkowsky          | 9-Ball                   |
| 76  | 2006 | Prag                     | Czech Open                     | Nick van den Berg        | Darren Appleton          | Fabio Petroni Stephan Cohen              | 9-Ball                   |
| 77  | 2006 | Monfalcone               | Italy Open                     | Imran Majid              | Thomas Engert            | Niels Feijen Sven Pauritsch              | 9-Ball                   |
| 78  | 2006 | Sindelfingen             | Germany Open                   | Harald Stolka            | Oliver Ortmann           | Niels Feijen Vilmos Földes               | 9-Ball                   |
| 79  | 2006 | Rankweil                 | Austria Open                   | Marcus Chamat            | Nick van den Berg        | Thomas Engert Niels Feijen               | 9-Ball                   |
| 80  | 2006 | Weert                    | Netherlands Open               | Alex Lely                | Oliver Ortmann           | David Alcoberro Thomas Engert            | 9-Ball                   |
| 81  | 2006 | Frauenfeld               | Swiss Open                     | Jonni Fulcher            | Tony Drago               | Dejan Dabovic Francisco Díaz-Pizarro     | 9-Ball                   |
| 82  | 2006 | Málaga                   | Spain Open                     | Fabio Petroni            | Niels Feijen             | Martin Kempter Oliver Ortmann            | 9-Ball                   |
| 83  | 2007 | Liberec                  | Czech Open                     | Wojciech Trajdos         | Konstantin Stepanow      | Marlon Manalo Thomas Engert              | 9-Ball                   |
| 84  | 2007 | Castel Volturno          | Italy Open                     | Christian Reimering      | Konstantin Stepanow      | Darren Appleton Marco Tschudi            | 9-Ball                   |
| 85  | 2007 | Sindelfingen             | German Open                    | Daryl Peach              | Dimitri Jungo            | Ralf Souquet David Alcaide               | 9-Ball                   |
| 86  | 2007 | Rankweil                 | Austria Open                   | John Vassalos            | Tony Drago               | Markus Juva Nick van den Berg            | 9-Ball                   |
| 87  | 2007 | Weert                    | Netherlands Open               | Imran Majid              | Roman Hybler             | Mark Gray Ruslan Tschinachow             | 9-Ball                   |
| 88  | 2007 | Frauenfeld               | Swiss Open                     | Mark Gray                | Vilmos Földes            | Oliver Ortmann David Alcaide             | 9-Ball                   |
| 89  | 2007 | Málaga                   | Costa del Sol Open             | Bruno Muratore           | Radosław Babica          | Niels Feijen Mark Gray                   | 9-Ball                   |
| 90  | 2008 | Paris                    | French Open                    | Tony Drago               | Christian Reimering      | Marco Tschudi Markus Juva                | 9-Ball                   |
| 91  | 2008 | Castel Volturno          | Italy Open                     | Darren Appleton          | Bruno Muratore           | Mark Gray Martin Kempter                 | 9-Ball                   |
| 92  | 2008 | Sindelfingen             | German Open                    | Thomas Engert            | Fabio Petroni            | Markus Juva Karl Boyes                   | 9-Ball                   |
| 93  | 2008 | Rankweil                 | Austrian Open                  | Nick van den Berg        | Imran Majid              | Niels Feijen Mateusz Śniegocki           | 9-Ball                   |
| 94  | 2008 | Weert                    | Netherlands Open               | Ralf Souquet             | Mehmet Cankurt           | Niels Feijen Konstantin Stepanow         | 9-Ball                   |
| 95  | 2008 | Payerne                  | Swiss Open                     | Ralf Souquet             | Christian Reimering      | Nick van den Berg Phil Burford           | 9-Ball                   |
| 96  | 2008 | Málaga                   | Costa del Sol Open             | Niels Feijen             | Marcus Chamat            | Šandor Tot Tony Drago                    | 9-Ball                   |
| 97  | 2009 | Paris                    | French Open                    | Niels Feijen             | Mario He                 | Tomasz Kapłan Ralf Souquet               | 9-Ball                   |
| 98  | 2009 | Castel Volturno          | Italy Open                     | David Alcaide            | Ralf Souquet             | Marko Vogel Craig Osborne                | 9-Ball                   |
| 99  | 2009 | Sindelfingen             | German Open                    | Ralf Souquet             | Imran Majid              | Thomas Engert Michał Czarnecki           | 10-Ball                  |
| 100 | 2009 | Rankweil                 | Austrian Open                  | Marcus Chamat            | Darren Appleton          | Niels Feijen Jakob Belka                 | 9-Ball                   |
| 101 | 2009 | Weert                    | Netherlands Open               | Oliver Ortmann           | Imran Majid              | Mateusz Śniegocki Darren Appleton        | 9-Ball                   |
| 102 | 2009 | Porto                    | Portugal Open                  | Daryl Peach              | Imran Majid              | Ralf Souquet Roman Hybler                | 9-Ball                   |
| 103 | 2009 | Benalmadena              | Costa del Sol Open             | Mark Gray                | Karl Boyes               | Mateusz Śniegocki Francisco Díaz-Pizarro | 10-Ball                  |
| 104 | 2010 | Paris                    | French Open                    | Niels Feijen             | Craig Osborne            | Tony Drago Dimitri Jungo                 | 9-Ball                   |
| 105 | 2010 | Treviso                  | Italy Open                     | Daryl Peach              | Mateusz Śniegocki        | Stephan Cohen Chris Melling              | 9-Ball                   |
| 106 | 2010 | Brandenburg              | German Open                    | Sascha-Andrej Tege       | Karl Boyes               | Fabio Petroni Raj Hundal                 | 10-Ball                  |
| 107 | 2010 | St. Johann               | Austria Open                   | Karl Boyes               | Nick van den Berg        | Chris Melling Harald Stolka              | 9-Ball                   |
| 108 | 2010 | Vantaa                   | Finland Open                   | Nick van den Berg        | Karl Boyes               | Mark Gray Mario He                       | 10-Ball                  |
| 109 | 2010 | Albufeira                | Portugal Open                  | Chris Melling            | Carlos Cabello           | Huidji See Karol Skowerski               | 9-Ball                   |
| 110 | 2010 | Benalmádena              | Costa Blanca Open              | Darren Appleton          | Francisco Díaz-Pizarro   | Christian Reimering Sascha-Andrej Tege   | 10-Ball                  |
| 111 | 2011 | Paris                    | French Open                    | Ralf Souquet             | Nick van den Berg        | Niels Feijen Kristoffer Mindrebøe        | 9-Ball                   |
| 112 | 2011 | Treviso                  | Italy Open                     | Ralf Souquet             | Jayson Shaw              | Chris Melling Niels Feijen               | 9-Ball                   |
| 113 | 2011 | St. Johann               | Austria Open                   | Richard Jones            | Serge Das                | Mark Gray Mateusz Śniegocki              | 9-Ball                   |
| 114 | 2011 | Brandenburg              | German Open                    | Dimitri Jungo            | Serge Das                | Manuel Ederer Karl Boyes                 | 10-Ball                  |
| 115 | 2011 | Eger                     | Hungary Open                   | Ralf Souquet             | Marcus Chamat            | Jayson Shaw Markus Buck                  | 10-Ball                  |
| 116 | 2011 | Treviso                  | Treviso Open                   | Mark Gray                | David Alcaide            | Nick van den Berg Darren Appleton        | 9-Ball                   |
| 117 | 2012 | Sarajewo                 | Bosnia & Herzegovina Open      | Albin Ouschan            | Dimitri Jungo            | Chris Melling Nick van den Berg          | 9-Ball                   |
| 118 | 2012 | Treviso                  | Italy Open                     | Dominic Jentsch          | David Alcaide            | Nick van den Berg Phil Burford           | 10-Ball                  |
| 119 | 2012 | St. Johann               | Austria Open                   | Nikos Ekonomopoulos      | Wojciech Szewczyk        | Nicolas Ottermann Marcus Chamat          | 9-Ball                   |
| 120 | 2012 | Brandenburg              | German Open                    | Daryl Peach              | Niels Feijen             | Artem Koschowyj Oliver Ortmann           | 10-Ball                  |
| 121 | 2012 | Kyrenia                  | North Cyprus Open              | Nick Malai               | Albin Ouschan            | Dimitri Jungo Dominic Jentsch            | 9-Ball                   |
| 122 | 2012 | Treviso                  | European Open                  | Nick van den Berg        | Fabio Petroni            | David Alcaide Radosław Babica            | 9-Ball                   |
| 123 | 2013 | Treviso                  | Italy Open                     | Konstantin Stepanow      | Dimitri Jungo            | Ralf Souquet Albin Ouschan               | 9-Ball                   |
| 124 | 2013 | St. Johann               | Austria Open                   | Niels Feijen             | Alexander Kazakis        | David Alcaide Petri Makkonen             | 9-Ball                   |
| 125 | 2013 | Sarajewo                 | Bosnia & Herzegovina Open      | Mateusz Śniegocki        | Tomasz Kapłan            | Daryl Peach Stephan Cohen                | 10-Ball                  |
| 126 | 2013 | Kyrenia                  | North Cyprus Open              | Konstantin Stepanow      | Daniele Corrieri         | Niels Feijen Bruno Muratore              | 9-Ball                   |
| 127 | 2013 | Cison di Valmarino       | Castel Brando Open             | Ralf Souquet             | Daniele Corrieri         | Imran Majid Albin Ouschan                | 9-Ball                   |
| 128 | 2013 | Treviso                  | Treviso Open                   | Nick van den Berg        | Phil Burford             | David Alcaide Huidji See                 | 10-Ball                  |
| 129 | 2014 | Treviso                  | Italian Open                   | Nick van den Berg        | Karol Skowerski          | Niels Feijen Mark Gray                   | 9-Ball                   |
| 130 | 2014 | Kyrenia                  | North Cyprus Open              | Ralf Souquet             | Karl Boyes               | Chris Melling Mieszko Fortuński          | 9-Ball                   |
| 131 | 2014 | St. Johann               | Austria Open                   | Denis Grabe              | Nikos Ekonomopoulos      | Niels Feijen Nick van den Berg           | 9-Ball                   |
| 132 | 2014 | Portorož                 | Slovenian Open                 | Denis Grabe              | Marc Bijsterbosch        | Marcus Chamat Mats Schjetne              | 9-Ball                   |
| 133 | 2014 | Leende                   | Dutch Open                     | Mark Gray                | Nikos Ekonomopoulos      | Alexander Kazakis Mario He               | 9-Ball                   |
| 134 | 2014 | Treviso                  | Treviso Open                   | Nick van den Berg        | Niels Feijen             | Kevin Becker Francisco Sánchez           | 9-Ball                   |
| 135 | 2015 | Treviso                  | Italian Open                   | Niels Feijen             | Nick Malai               | Karl Boyes Mario He                      | 9-Ball                   |
| 136 | 2015 | Vale do Lobo             | Portugal Open                  | Mateusz Śniegocki        | Marcus Chamat            | Francisco Sánchez Mario He               | 9-Ball                   |
| 137 | 2015 | Baunatal                 | German Open                    | Petri Makkonen           | Konrad Juszczyszyn       | Florian Hammer Karl Boyes                | 9-Ball                   |
| 138 | 2015 | St. Johann               | Austrian Open                  | Niels Feijen             | Joshua Filler            | Francisco Díaz-Pizarro Sebastian Ludwig  | 9-Ball                   |
| 139 | 2015 | Leende                   | Dutch Open                     | Albin Ouschan            | Imran Majid              | Sebastian Ludwig Jonni Fulcher           | 9-Ball                   |
| 140 | 2015 | Treviso                  | Treviso Open                   | Mark Gray                | Alexander Kazakis        | Mats Schjetne Oliver Ortmann             | 9-Ball                   |
| 141 | 2016 | Treviso                  | Italian Open                   | Mieszko Fortuński        | Ralf Souquet             | Jayson Shaw Nikos Ekonomopoulos          | 9-Ball                   |
| 142 | 2016 | St. Johann               | Austrian Open                  | Mark Gray                | Ronald Regli             | Joshua Filler Marco Teutscher            | 9-Ball                   |
| 143 | 2016 | Kyrenia                  | North Cyprus Open              | Mario He                 | Nikos Ekonomopoulos      | Jayson Shaw Mika Immonen                 | 9-Ball                   |
| 144 | 2016 | Tirana                   | Albanian Open                  | Mateusz Śniegocki        | Joshua Filler            | Wojciech Szewczyk Ruslan Tschinachow     | 9-Ball                   |
| 145 | 2016 | Leende                   | Dutch Open                     | Niels Feijen             | David Alcaide            | Wojciech Szewczyk Francisco Sánchez      | 9-Ball                   |
| 146 | 2016 | Treviso                  | Treviso Open                   | David Alcaide            | Joshua Filler            | Mieszko Fortuński Niels Feijen           | 9-Ball                   |
| 147 | 2017 | Treviso                  | Italian Open                   | Ralf Souquet             | Ruslan Tschinachow       | Daryl Peach Denis Grabe                  | 9-Ball                   |
| 148 | 2017 | Albufeira                | Portugal Open                  | Nick van den Berg        | David Alcaide            | Mark Gray Ralf Souquet                   | 9-Ball                   |
| 149 | 2017 | St. Johann               | Austrian Open                  | Mario He                 | Francisco Sánchez        | Albin Ouschan Joshua Filler              | 9-Ball                   |
| 150 | 2017 | Leende                   | Dutch Open                     | Ruslan Tschinachow       | Christoph Reintjes       | Sergei Luzker Albin Ouschan              | 9-Ball                   |
| 151 | 2017 | Klagenfurt               | Klagenfurt Open                | Ralf Souquet             | Sebastian Ludwig         | Mateusz Śniegocki Denis Grabe            | 9-Ball                   |
| 152 | 2017 | Treviso                  | Treviso Open                   | Wiktor Zieliński         | Mario He                 | Denis Grabe Eklent Kaçi                  | 9-Ball                   |
| 153 | 2018 | Treviso                  | Treviso Open                   | Eklent Kaçi              | Albin Ouschan            | Francisco Díaz-Pizarro Imran Majid       | 9-Ball                   |
| 154 | 2018 | St. Johann               | Sankt Johann i. P. Open        | Alexander Kazakis        | Denis Grabe              | Eklent Kaçi Mario He                     | 9-Ball                   |
| 155 | 2018 | Veldhoven                | Veldhoven Open                 | Mario He                 | Eklent Kaçi              | Niels Feijen David Alcaide               | 9-Ball                   |
| 156 | 2018 | Leende                   | Leende Open                    | Shane van Boening        | Eklent Kaçi              | Pijus Labutis Albin Ouschan              | 9-Ball                   |
| 157 | 2018 | Klagenfurt               | Klagenfurt Open                | Mario He                 | Mark Gray                | Olivér Szolnoki Marc Bijsterbosch        | 9-Ball                   |
| 158 | 2018 | Treviso                  | Treviso Open                   | Fjodor Gorst             | Mateusz Śniegocki        | Maximilian Lechner Tomasz Kapłan         | 9-Ball                   |
| 159 | 2019 | Leende                   | Leende Open                    | Joshua Filler            | Ruslan Tschinachow       | Maximilian Lechner Ralf Souquet          | 9-Ball                   |
| 160 | 2019 | Treviso                  | Treviso Open                   | Konrad Juszczyszyn       | Ivar Saris               | Pijus Labutis Mateusz Śniegocki          | 9-Ball                   |
| 161 | 2019 | St. Johann               | Sankt Johann i. P. Open        | Eklent Kaçi              | Joshua Filler            | Ralf Souquet Damianos Giallourakis       | 9-Ball                   |
| 162 | 2019 | Veldhoven                | Veldhoven Open                 | Mario He                 | Denis Grabe              | Joshua Filler Marc Bijsterbosch          | 9-Ball                   |
| 163 | 2019 | Klagenfurt               | Klagenfurt Open                | Alexander Kazakis        | Marc Bijsterbosch        | Mats Schjetne Denis Grabe                | 9-Ball                   |
| 164 | 2019 | Antalya                  | Antalya Open                   | Denis Grabe              | Eklent Kaçi              | Fjodor Gorst David Alcaide               | 9-Ball                   |
| 165 | 2020 | Treviso                  | Treviso Open                   | Jayson Shaw              | Eklent Kaçi              | Fjodor Gorst Mateusz Śniegocki           | 9-Ball                   |
| 166 | 2021 | St. Johann               | St. Johann i. P. Open          | Joshua Filler            | Mario He                 | Francisco Sánchez David Alcaide          | 9-Ball                   |
| 167 | 2021 | Laško                    | Laško Open                     | Francisco Sánchez        | Alexander Kazakis        | Konrad Juszczyszyn Mohammad Soufi        | 9-Ball                   |
| 168 | 2021 | Antalya                  | Antalya Open                   | Francisco Sánchez        | Aleksa Pecelj            | Marc Bijsterbosch Mariusz Skoneczny      | 9-Ball                   |
| 169 | 2021 | Treviso                  | Treviso Open                   | Wiktor Zieliński         | Mats Schjetne            | Francisco Sánchez David Alcaide          | 9-Ball                   |
| 170 | 2022 | Laško                    | Laško Open                     | Wiktor Zieliński         | Joshua Filler            | Wojciech Szewczyk Eklent Kaçi            | 9-Ball                   |
| 171 | 2022 | Treviso                  | Treviso Open                   | Joshua Filler            | Eklent Kaçi              | Wiktor Zieliński Tomasz Kaplan           | 9-Ball                   |
| 172 | 2022 | St. Johann               | Sankt Johann i. P. Open        | Niels Feijen             | Francisco Sánchez        | Olivér Szolnoki Dimitri Jungo            | 9-Ball                   |
| 173 | 2022 | Petrich                  | Petrich Open                   | Francisco Sánchez        | Eklent Kaçi              | Alexander Kazakis Mario He               | 9-Ball                   |
| 174 | 2022 | Laško                    | Slovenia Open                  | Joshua Filler            | Francisco Sánchez        | Ralf Souquet Mario He                    | 9-Ball                   |
| 175 | 2022 | Treviso                  | Italian Open                   | Mario He                 | Eklent Kaçi              | Wiktor Zieliński Mieszko Fortuński       | 9-Ball                   |
| 176 | 2023 | Tallinn                  | Estonian Open                  | Mohammad Soufi           | Francisco Sánchez        | Niels Feijen Alexander Kazakis           | 9-Ball                   |
| 177 | 2023 | St. Johann               | Sankt Johann i. P. Open        | Joshua Filler            | Daniel Maciol            | Juri Pisklov Wojciech Szewczyk           | 9-Ball                   |
| 178 | 2023 | Tampere                  | Finland Open                   | Mieszko Fortuński        | Marc Bijsterbosch        | Joao Grilo Francisco Díaz-Pizarro        | 9-Ball                   |
| 179 | 2023 | Terme Olimia             | Terme Olimia Open              | Joshua Filler            | Konrad Juszczyszyn       | Marc Bijsterbosch Georgi Georgiev        | 9-Ball                   |
| 180 | 2023 | Laško                    | Laško Open                     | Joshua Filler            | Olivér Szolnoki          | Radosław Babica Quinten Pongers          | 9-Ball                   |
| 181 | 2023 | Treviso                  | Treviso Open                   | Joshua Filler            | Radosław Babica          | Olivér Szolnoki Daniel Maciol            | 9-Ball                   |
| 182 | 2024 | Tallinn                  | Estonian Open                  | Daniel Maciol            | Felix Vogel              | Jose Alberto Delgado Radosław Babica     | 9-Ball                   |
| 183 | 2024 | St. Johann               | Sankt Johann i. P. Open        | Mohammad Soufi           | Tobias Bongers           | Marco Spitzky Mieszko Fortuński          | 9-Ball                   |
| 184 | 2024 | Podčetrtek               | Podčetrtek Open                | Yannick Pongers          | Mario He                 | Szymon Kural Joshua Filler               | 10-Ball                  |
| 185 | 2024 | Treviso                  | Treviso Open                   | Mateusz Śniegocki        | Felix Vogel              | Olivér Szolnoki Juan Carlos Exposito     | 10-Ball                  |